# Epione
Epione (gr. Ἠπιόνη Epiónē, łac. Epione) – w mitologii greckiej bogini ukojenia bólu.
Uchodziła za małżonkę boga Asklepiosa, z którym zrodziła córki Iaso, Panakeję, Ajgle i Akeso. Była czczona wraz z Asklepiosem w Epidauros. Według niektórych źródeł, zwłaszcza według tradycji z wyspy Kos, była nie małżonką, ale córką Asklepiosa.